# Tony Grey
Tony Grey (* 25. března 1975) je anglický baskytarista. Řadu let spolupracoval s japonskou klavíristkou Hiromi, se kterou nahrál například alba Brain (2004), Time Control (2007) a Beyond Standard (2008). Rovněž pracoval s kytaristou Johnem McLaughlinem (například album Industrial Zen, 2006) a mnoha dalšími hudebníky. V roce 2004 vydal své první sólové album Moving a do roku 2013 následovaly tři další desky.

## Sólová diskografie
- Moving (2004)
- Chasing Shadows (2008)
- Unknown Angels (2010)
- Elevation (2013)